# Johan Richthoff
Johan Richthoff (n. 30 aprilie 1898, Malmö, Malmöhus⁠(d), Suedia – d. 1 octombrie 1983, Malmö, Malmöhus⁠(d), Suedia) a fost un luptător ce a reprezentat Suedia, medaliat olimpic. A participat la 3 ediții ale Jocurilor Olimpice (1924, 1928, 1932) în care a câștigat o medalie de aur.